# AC Évreux
Der Athletic Club Évreux ist ein Sportverein aus der normannischen Stadt Évreux. Insbesondere die Fußballer und Fußballerinnen des Vereins sind zeitweise auf nationalem Liganiveau angetreten.

## Geschichte
Gegründet wurde der Verein 1909 unter der Bezeichnung Sporting Club d’Évreux. Neben dem Fußball wurde bereits ab der Gründung auch Rugby im SC betrieben; kurz nach dem Ersten Weltkrieg kam als weitere Sportart Basketball dazu. Die Namensänderung zu Athletic Club Évreux erfolgte 1942. 2009 fusionierte die Fußballabteilung mit der 1964 ihrerseits aus einer Fusion hervorgegangenen Amicale Laïque de la Madeleine d’Évreux (kurz ALM) und besteht seither als Évreux Football Club 27 fort; die 27 ist die Ordnungsnummer des Départements Eure, dessen Präfektursitz sich in Évreux befindet.
Die Vereinsfarben sind Schwarz und Rot. Die Ligamannschaften des ÉFC spielen im Stade Roger-Rochard, das eine Kapazität von rund 3.000 Zuschauerplätzen aufweist.

## Ligazugehörigkeit und Erfolge

### Männerfußball
Die Männer des AC spielten durchweg unter Amateurbedingungen, teils in regionalen, teils in überregionalen Ligen. Nachdem der französische Verband zu Anfang der 1970er Jahre die zweithöchste Profi-Spielklasse (D2) auch für Amateurteams geöffnet hatte, gelang dem AC Évreux 1971 der Aufstieg aus der dritten Division in die Gruppe A der D2. Die anschließende Spielzeit 1971/72 beendeten die Normannen auf dem vorletzten Tabellenplatz, so dass sie prompt in die Drittklassigkeit zurückkehren mussten. Sie konnten dieses Niveau bis in die Gegenwart auch nie wieder erreichen. Auch der Nachfolgeverein ÉFC pendelte bisher lediglich zwischen fünfter (CFA2) – dort tritt Évreux 2014/15 an – und sechster Liga (Division d’Honneur).
Im Landespokalwettbewerb (Coupe de France) erreichten AC/FC bis einschließlich 2014/15 bei sieben Ausspielungen die Hauptrunde; dies war erstmals 1965 und zuletzt 1988 der Fall. Bis auf die Saison 1968/69, als Évreux sogar bis in das Achtelfinale vorstieß, wofür es in der vorangehenden Runde zweier Wiederholungsmatches bedurfte, und 1987/88 (Ausscheiden im Sechzehntelfinale) endete der Pokalparcours allerdings regelmäßig schon nach einem Spiel.

### Frauenfußball
Ab 1997 spielten auch Mädchen und Frauen im AC Évreux Fußball. Darunter waren speziell um die Jahrtausendwende eine Reihe späterer Erstliga- und Nationalspielerinnen (siehe den Abschnitt hierunter), von denen mehrere in der französischen „Kaderschmiede“ in Clairefontaine-en-Yvelines gefördert wurden, für deren Erstligateam CNFE spielten und anschließend zu einem Verein in der nahe gelegenen Hauptstadtregion wechselten. Évreux gehörte ab 2000 selbst der zweiten Division an, in der die Frauschaft meist einen Platz im Tabellenmittelfeld belegte. Am Ende der Spielzeit 2006/07 nahm sie den zweiten Rang ihrer Gruppe ein und qualifizierte sich im Endturnier der Gruppenbesten für die Division 1, wenn auch nur aufgrund der Tatsache, dass dem besser platzierten Olympique Saint-Memmie der Aufstieg verwehrt wurde. In der folgenden Erstligasaison war der ACÉ allerdings nahezu chancenlos und beendete die Spielzeit mit deutlichem Rückstand auf einen Nichtabstiegsplatz als Schlusslicht. 2010 mussten Évreux' Frauen – nunmehr als Évreux FC 27 – sogar den Gang in die dritte Liga antreten, aus der sie bis 2018 noch nicht wieder zurückgekehrt sind.
Im Landespokalwettbewerb hat der AC zwischen 2003 und 2010 fünfmal die Hauptrunde erreicht; am erfolgreichsten waren seine Frauen dabei 2004 mit dem Erreichen des Viertelfinales, als sie unter anderem die Erstligisten von Stade Saint-Brieuc ausschalteten und erst am späteren Pokalsieger FC Lyon scheiterten. 2007 gelang ihnen noch einmal der Vorstoß ins Achtelfinale, wo ihren Ambitionen wiederum von einem klassenhöheren Gegner, diesmal der USCCO Compiègne, ein Ende bereitet wurden.

### Andere Sportarten
Im Basketball haben weder die Männer noch die Frauen aus Évreux in den höchsten Ligen gespielt oder nationale Titel gewonnen. Allerdings hat von 1969 bis 1972 eine der erfolgreichsten Basketballerinnen Frankreichs, die 247-fache Nationalspielerin Élisabeth Riffiod, den Dress des ACÉ getragen.
Die Rugbyspieler des Klubs wurden 1910, nur ein Jahr nach Vereinsgründung, Normandie-Meister und bestritten ein Endspiel im 15er-Rugby, wobei es aber nicht um den französischen Meistertitel ging. Darin unterlagen sie Aviron Bayonne.

## Bekannte ehemalige Spieler und Spielerinnen
| Frauen - Léa Le Garrec (2007–2009, U17-Vizeeuropameisterin 2008) - Laure Lepailleur (1999–2002) - Candice Prévost (1998–2003) - Bérangère Sapowicz (mindestens 2000–2003) - Julie Soyer (2001/02) | Männer - Mathieu Bodmer (bis 1998, als Jugendlicher) - Christophe Cocard (1980–1987) - Claude Le Roy (1966–1968) - Steve Mandanda (1994–2000, als Jugendlicher bei ALM Évreux) - Philippe Montanier (1980–1984, bei ALM Évreux) - Dayot Upamecano (2008/09, als Jugendlicher) |